# Патріарх Московський і всієї Русі
Патріарх Московський і всієї Русі (рос. Патриарх Московский и всея Руси) — титул предстоятеля Російської православної церкви.

## Історія титулу
Сталого титулу у московських патріархів не існувало до вересня 1943 року. За пропозицією радянського диктатора Сталіна, у вересні 1943 року був затверджений теперішній титул предстоятеля московської церкви. В царський період на Московії патріархи користувались різними варіантами домену (приставки) до титулу: «всієї Русі» або «всієї Великої Росії» іті. Після скасування патріархії очільник імперської церкви — Обер прокурор не мав жодної приставки до свого світського звання. З відновленням патріархату у 1917 році патріарх Тихон використовував приставку до титулу: «всієї Росії».

## Становлення патріархату
Патріарший статус московським митрополитам надав 1589 року Вселенський Патріарх Єремія II Транос після піврічного утримання у Москві в неволі 1588 року. Після свого арешту, патріарх задовольнив прохання московського царя Бориса Годунова про поставлення патріарха московської церкви. Константинопольський Собор 1590 року таке поставлення не визнав, і лише через три роки московити зуміли досягнути визнання. Собор у Константинополі 1593 року визнав Московського патріарха, а за церквою всі права автокефальної інституції. Більше того, на соборі була внесено правка у церковний диптих. Московський патріархат був вклинений між Єрусалимським і Грузинським патріархатами, і опинився замість логічного, згідно зі своєю появою і статусом шостого місця, на п'ятому. Першим Патріархом став святитель Іов (1589—1605).

## Синод
1721 року патріархат був скасований, замість нього Петро I, та наступні імператори Російської імперії призначали світських керівників над церквою — обер-прокурорів, які вирішували всі церковні справи та затверджували рішення Духовної колегії, що була згодом перейменована на Святійший Правительствующий Синод, — колегіальний орган вищої церковної влади, що призначався імператором і повністю був залежний від імператора всеросійського та поставленого ним обер-прокурора. В цей період фактично імперська православна церква була державною конторою (відомством), в якій відсутнє таїнство сповіді.

## Відновлення патріархату після зречення імператора
Патріаршество було відновлене на короткий період рішенням Всеросійського Помісного Собору 28 жовтня (11 листопада) 1917 року і протривало до смерті в 1925 році патріарха Тихона. Патріарх Тихон носив титул — «Патріарх Московський і всієї Росії» (рос. Патриарх Московский и всея России). Після його смерті патріарх не вибирався, а російська православна церква була фактично знищена.

## Відновлення патріархату за часів Сталіна
Титул «Святійший Патріарх Московський і всієї Русі» прийнятий 1943 року патріархом Сергієм за пропозицією Сталіна. Доти патріарх носив титул «Московський і всієї Росії». Заміна Росії на Русь в титулі Патріарха пов'язана з тим, що з виникненням СРСР під Росією офіційно розумілася тільки РРФСР, тоді як експансія Московської Патріархії почала розповсюджуватися і на територію інших республік СРСР у тому числі і на терени які ніколи не входили до складу Київської держави Русь.
Відповідно до Статуту Російської православної церкви, прийнятому в 2000 році, Святійший Патріарх Московський і всієї Русі «має першість честі серед епископата Російської православної церкви і підзвітний Помісному і Архієрейському соборам.. має піклуватися про внутрішній і зовнішній добробут Російської православної церкви і управляє нею спільно з Священним синодом, будучи його Головою». Патріарх скликає Архієрейські і Помісні собори і головує на них, а також несе відповідальність за виконання їхніх ухвал. Патріарх представляє Церкву в зовнішніх стосунках, як з іншими Церквами, так і зі світською владою. У його обов'язки входить підтримка єдності ієрархії РПЦ, видання (спільно з Синодом) указів про обрання і призначення єпархіальних архієреїв, він здійснює контроль за діяльністю архієреїв.
Відповідно до статуту, «зовнішніми відмітними знаками патріаршої гідності є білий кукіль, зелена мантія, дві панагії, великий параман і передносний хрест».
Патріарх Московський і всієї Русі є єпархіальним архієреєм Московської єпархії, що складається з міста Москви і Московської області, Священноархімандритом Свято-Троїцької Сергієвої лаври, управляє патріаршими подвір'ями по всій країні, а також так званими ставропигіальними монастирями, підлеглими не місцевим архієреям, а безпосередньо Московській Патріархії.
У Російській Церкві сан Патріарха дається довічно, і це означає, що до самої смерті патріарх зобов'язаний служити Церкві, навіть якщо він важко хворий або перебуває у вигнанні чи ув'язненні.

## Список патріархів

### Перший патріарший період
| №  | Портрет | Ім'я               | Початок         | Кінець            | Примітки |
| -- | ------- | ------------------ | --------------- | ----------------- | --- |
| 1  |         | Іов                | 2 лютого 1589   | 1605              | З 1586 по 1589 — предстоятель російської церкви як митрополит. Зміщений з кафедри за указом Лжедмитрія І.                                                 |
| ~  |         | Ігнатій            | 30 червня 1605  | травень 1606      | Поставлений Лжедмітрієм I при живому Патріарху Іову і тому не включається в списки законних Патріархів, хоча поставлений з дотриманням всіх формальностей |
| 2  |         | Гермоген           | 13 липня 1606   | 27 лютого 1612    | |
| 3  |         | Філарет            | 24 червня 1619  | 1 жовтня 1633     | |
| 4  |         | Іоасаф І           | 1 лютого 1634   | 28 листопада 1640 | |
| 5  |         | Йосип              | 27 березня 1642 | 15 квітня 1652    | |
| 6  |         | Никон              | 25 липня 1652   | 22 грудня 1666    | Провів реформу російської церкви, що привела до її розколу. Відсторонений собором 1666 та засланий в монастир.                                            |
| 7  |         | Іоасаф ІІ          | 10 лютого 1667  | 27 лютого 1672    | |
| 8  |         | Питирим            | 7 липня 1672    | 19 квітня 1673    | |
| 9  |         | Іоаким             | 26 липня 1674   | 17 березня 1690   | |
| 10 |         | Адріан             | 24 серпня 1690  | 2 жовтня 1700     | Останній патріарх досинодального періоду. |
| ~  |         | Стефан (Яворський) | 16 грудня 1701  | 22 жовтня 1721    | Місцеблюститель. Пішов у відставку в зв'язку з скасуванням патріаршества.                                                                                 |

### Другий патріарший період
Далі вказано список патріархів СРСР, а згодом в Росії.
| №  | Портрет | Ім'я               | Початок         | Кінець          | Примітки                                                                             |
| -- | ------- | ------------------ | --------------- | --------------- | ------------------------------------------------------------------------------------ |
| 11 |         | Тихон              | 4 грудня 1917   | 7 квітня 1925   | Перший патріарх після синодального періоду.                                          |
| ~  |         | Митрополит Петро   | 12 квітня 1925  | 27 грудня 1936  | Місцеблюститель як митрополит Крутицький і Коломенський                              |
| ~  |         | Митрополит Сергій  | 27 грудня 1936  | 12 вересня 1943 | Місцеблюститель як митрополит Московський і Коломенський. В 1943 став патріархом.    |
| 12 |         | Сергій             | 12 вересня 1943 | 15 травня 1944  | В 1936—1943 — місцеблюститель.                                                       |
| 13 |         | Алексій I          | 4 лютого 1945   | 17 квітня 1970  |                                                                                      |
| 14 |         | Пимен              | 2 червня 1971   | 3 травня 1990   |                                                                                      |
| ~  |         | Митрополит Філарет | 3 травня        | 7 червня 1990   | Місцеблюститель як митрополит Київський і Галицький, Патріарший екзарх всієї України |
| 15 |         | Алексій II         | 7 червня 1990   | 5 грудня 2008   |                                                                                      |
| 16 |         | Кирило             | 1 лютого 2009   |                 | Чинний.                                                                              |